# Neodadaizm
Neodadaizm – ruch w sztuce, który powstał w drugiej połowie lat 50. XX wieku. Był to kierunek w sztuce amerykańskiej stojący w opozycji do ekspresjonizmu abstrakcyjnego, nawiązujący do działań dadaistów, którzy tworzyli przed wojną w Europie.
W obrębie nurtu powstawały zarówno obrazy abstrakcyjne zawierające w swojej fakturze zniszczone przedmioty codziennego użytku i nawiązujące do estetyki prac Kurta Schwittersa, jak i dzieła wykonane w tradycyjnych technikach malarskich. Twórcami neodadaizmu są m.in. Robert Rauschenberg, Jasper Johns. Do artystów, którzy tworzyli prace neodadaistyczne, można m.in. zaliczyć Cy'a Twombly, John Cage, Louise Nevelson czy Allana Kaprowa.